# Tamami Tanaka
Tamami Tanaka (jap. 田中 珠美, Tanaka Tamami; * 26. Mai 1975 in Yamada, Präfektur Toyama) ist eine japanische Biathletin.
Tamami Tanaka, in Sapporo trainierende und in Hokkaidō lebende Sportsoldatin des japanischen Heers startet für die „Winterkampfausbildungseinheit“. 1994 begann sie mit dem Biathlonsport. Zwei Jahre später gab sie in Östersund als 83. im Sprint ihr Debüt im Biathlon-Weltcup. In Oberhof gewann die Japanerin als Sprint-Zehnte erstmals Weltcuppunkte. 1999 nahm Tanaka in Kontiolahti auch erstmals an Biathlon-Weltmeisterschaften teil. Im Sprint wurde sie 45., mit der Staffel kam sie auf den zehnten Platz. Die beiden nächsten Saisonen wurden Tanakas erfolgreichste. Am Holmenkollen in Oslo schaffte die Athletin beim Einzel als Vierte ihre beste Weltcup- und WM-Platzierung und verpasste hinter Magdalena Forsberg nur knapp eine Medaille. In Lahti wurde sie mit der Staffel (mit Mami Shindō, Hiromi Suga und Ryōko Takahashi) in der folgenden Saison Vierte. In Antholz konnte sie zudem in einem Sprint ihr bestes Ergebnis im Weltcup, den vierten Platz, wiederholen.
In den sieben Saisonen 1998/99 und 2004/05 gewann Tanaka immer Weltcuppunkte. Beste Platzierung im Gesamtweltcup war 2002/03 der 40. Platz, 1999/2000 und 2000/01 wurde sie jeweils 41. Zweimal, 2002 und 2006 startete sie bei Olympischen Winterspielen. Vor allem in Salt Lake City konnte sie 2002 annehmbare Platzierungen vorweisen. So wurde sie 29. im Sprint und 23. in der Verfolgung. 2006 war in Turin ein 32. Platz im Einzel beste Platzierung.

## Biathlon-Weltcup-Platzierungen
Die Tabelle zeigt alle Platzierungen (je nach Austragungsjahr einschließlich Olympische Spiele und Weltmeisterschaften).
- 1.–3. Platz: Anzahl der Podiumsplatzierungen
- Top 10: Anzahl der Platzierungen unter den ersten zehn (einschließlich Podium)
- Punkteränge: Anzahl der Platzierungen innerhalb der Punkteränge (einschließlich Podium und Top 10)
- Starts: Anzahl gelaufener Rennen in der jeweiligen Disziplin

| Platzierung                      | Einzel | Sprint | Verfolgung | Massenstart | Team | Staffel | Gesamt |
| -------------------------------- | ------ | ------ | ---------- | ----------- | ---- | ------- | ------ |
| 1. Platz                         |        |        |            |             |      |         |        |
| 2. Platz                         |        |        |            |             |      |         |        |
| 3. Platz                         |        |        |            |             |      |         |        |
| Top 10                           | 1      | 2      |            |             |      | 21      | 24     |
| Punkteränge                      | 5      | 14     | 9          | 2           | 1    | 43      | 74     |
| Starts                           | 27     | 75     | 46         | 2           | 1    | 45      | 196    |
| Stand: nach der Saison 2008/2009 |        |        |            |             |      |         |        |